# Торсби (Альберта)
Торсби — город в центральной провинции Альберта, Канада. Расположен в 38 км к западу от города Ледюк, вдоль шоссе 39. В 20 км к югу от Торсби находятся озеро Пиджен и провинциальный парк Пиджен-Лейк.

## Демография
Население города Торсби согласно муниципальной переписи 2017 года составляет 1015 человек, что на 1 % меньше, чем 1025 жителей по муниципальной переписи 2015 года .
Исторически в городе существовала украинская община, и до настоящего времени функционирует греко-католическая церковь св. Иоанна Крестителя, однако большинство украинцев перешли на английский язык.